# Brachyceratops montanensis
Brachyceratops montanensis ("cara de cuernos cortos de Montana") es la única una especie conocida del género dudoso  extinto Brachyceratops de dinosaurio ornitisquio ceratópsido que vivió a finales del período Cretácico, hace alrededor de 75 millones de años en el Campaniense, en lo que es hoy Norteamérica. Brachyceratops ha sido históricamente conocido a partir de restos juveniles, y un ejemplar ha sido reclasificado como Rubeosaurus ovatus.

## Descripción
Entre los cinco especímenes originales se descubrieron partes de tres cráneos, separados del cuerpo de sus dueños y fragmentados. A pesar de esto, el cráneo mostró que el animal solo tenía pequeños bultos sobre los ojos en lugar de cuernos adultos como en el ceratopsios más famosos como Triceratops. El cuerno nasal era grueso y bajo, mientras que el borde del cuello era moderadamente grande. Desafortunadamente, los especímenes estaban incompletos por lo que no se puede determinar si había aberturas parietales en el volante como los existentes en otros ceratopsios.
Presentaba una gola ósea relativamente pequeña en la parte posterior del cráneo para atraer a las hembras y proteger al cuello frente a los atacantes. Tenía una cara pequeña con un cuerno ligeramente curvado en el hocico y otros dos más pequeños sobre los ojos. Se desplazaba en cuatro patas, apoyándose sobre unas robustas patas acabadas en pies de 5 dedos. Cortaba plantas bajas con el pico desdentado, que masticaba posteriormente con los pequeños y agudos dientes mandibulares. Medía 4 metros de largo, 1,55 metros de alto y pesaba 800 kilogramos.

## Descubrimiento e investigación
Brachyceratops montanensis que es la especie tipo, se descubrió por primera vez en la Formación Dos Medicinas datada en el Campaniano , aproximadamente 74 millones de años en una Reserva Indígena Blackfoot en el Condado de Teton en el centro-norte de Montana. El hallazgo original fue realizado en agosto de 1913 por C. W. Gilmore y su asistente J. Floyd Strayer y fue nombrado y descrito brevemente por Gilmore un año después. El nombre genérico se deriva del griego βραχύς, brachys, "corto" y κέρας,keras, "cuerno" y  ὤψ, ops, "cara", en referencia al hocico corto. El nombre específico se refiere a la procedencia de Montana.
Todo lo que se encontró fueron restos incompletos y confusos de cinco individuos juveniles de aproximadamente 1,5 metros de longitud. Se ha especulado que estos juveniles pueden haber sido compañeros de nido que permanecieron juntos después de la eclosión. El espécimen de holotipo es USNM 7951 , un cráneo parcial. Los paratipos son USNM 7952, un hocico, USNM 7953, un esqueleto parcial con cráneo y USNM 7957, un pie. El material está desarticulado pero la preservación es excelente. En 1917 Gilmore publicó una monografía sobre Brachyceratops en la que se daba una reconstrucción del esqueleto como un todo. En 1939, Gilmore remitió un espécimen de subadulto más grande, USNM 14765, a Brachyceratops. Todos los especímenes son actualmente parte de la colección de la Institución Smithsonian en Washington D. C., donde se monta una restauración esquelética.
Como Brachyceratops se conoce solo por los restos de cinco juveniles, más el subadulto que encontró Gilmore a una milla de los especímenes originales, durante mucho tiempo se consideró probable que representaran las formas inmaduras de ceratopsios centrosaurinos conocidos, con Monoclonius a menudo sugirió como el candidato más probable. Sin embargo, para el año 2011, varios estudios habían demostrado que el único espécimen que era lo suficientemente adulto como para ser comparado con especies relacionadas, USNM 14765, representaba la forma juvenil del llamado Rubeosaurus.

## Clasificación
Es considerado como dudoso. Fue descubierto en 1913 (en sedimentos del Cretácico superior) y descrito por Gilmore en 1914. En Alberta, Canadá, y Montana, EE. UU., se han hallado cinco o seis esqueletos de este herbívoro con cuernos, pero todos pertenecen a crías. Los adultos probablemente alcanzarían la longitud de un coche familiar. En 1995, Scot Sampson postuló que es sinónimo juvenil de Styracosaurus. Luego, en 1997, se expuso que debía considerarse como nomen dubium, al no presentar, los restos de los juveniles, indicios que puedan asignarlos a un determinado género.
Brachyceratops pertenecía a Centrosaurinae, pero su ubicación exacta ha sido difícil de descubrir porque solo se conoce de especímenes juveniles. En 1997, Scott Sampson y sus colegas reexaminaron Brachyceratops y notaron que casi con seguridad que es la forma juvenil de un dinosaurio de centrosaurino ya conocido. Sin embargo, debido a que muchas características que distinguen a los ceratopsios entre sí no aparecen hasta la edad adulta, exactamente qué centrosaurino permaneció desconocido, y Sampson et al. clasificó a Brachyceratops como nomen dubium, o nombre dudoso. En 2007, Michael J. Ryan y sus colegas sugirieron que Brachyceratops era posiblemente la forma juvenil de Styracosaurus ovatus, que desde entonces ha sido reclasificada como Rubeosaurus. Un estudio de 2011 apoyó esta idea para el espécimen más maduro de Brachyceratops, USNM 14765, que muestra una característica única recientemente evolucionada, apomorfia, en común con Rubeosaurus con la exclusión de otros centrosaurinos. Sin embargo, el mismo estudio sugirió que debido a que el espécimen holotipo de Brachyceratops es demasiado incompleto y juvenil para preservar cualquier apomorfia determinable, Brachyceratops debe considerarse un nomen dubium y no puede ser un sinónimo de Rubeosaurus.